# Polypedates braueri
Polypedates braueri é uma espécie de anfíbio anuros da família Rhacophoridae. Está presente em Taiwan. A UICN classificou-a como pouco preocupante.